# Calloplesiops
Genre
Synonymes
- Barrosia Smith, 1952
- Callopresiops

Calloplesiops est un genre de poissons de la famille des Plesiopidae.

## Liste des espèces
Selon World Register of Marine Species (19 mars 2017) et FishBase (19 mars 2017) :
- Calloplesiops altivelis (Steindachner, 1903)
- Calloplesiops argus Fowler & Bean, 1930

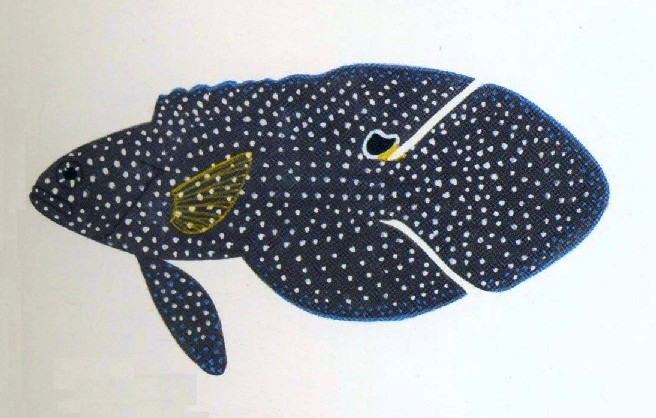
Calloplesiops altivelis.